# Francesca Bellettini
Francesca Bellettini, née le 18 avril 1970, est une dirigeante d'entreprise italienne. Elle est la présidente-directrice générale de l'entreprise Yves Saint Laurent depuis 2013.

## Biographie
Francesca Bellettini naît le 18 avril 1970 et grandit dans la ville de Cesena avec ses deux sœurs aînées ; son père est comptable d'une scierie tandis que sa mère est directrice d'école. Elle étudie l'économie et la gestion d'entreprise à l'université Bocconi à Milan, et passe cinq mois à l'université de Chicago.
Elle part ensuite à New York où elle suit une formation avec Goldman Sachs, puis à Londres. Elle travaille ensuite à la banque d'investissement Deutsche Morgan Grenfell où elle fait la connaissance de Patrizio Bertelli, PDG du groupe Prada ; elle entre au département de développement commercial du groupe en 1999. Elle travaille ensuite pour les marques Helmut Lang, Gucci puis Bottega Veneta en tant que directrice de la communication et du merchandising. En juillet 2013, elle devient PDG de l'entreprise Yves Saint Laurent en remplacement de Paul Deneve et mène une politique de réorganisation drastique de l'entreprise. L'entreprise atteint notamment un chiffre d’affaires de 1,22 milliard d’euros en 2016 soit 25,3 % de hausse .
Elle est faite chevalier de la Légion d'Honneur en juillet 2018.
Mediapart révèle que Francesca Bellettini a été employée sous contrat suisse par une société-écran du groupe Kering afin de ne pas payer les cotisations sociales.
En 2023 elle devient directrice générale adjointe de Kering chargée du développement des Maisons du groupe.